# Roman Niestrój
Roman Emanuel Niestrój (ur. 17 stycznia 1944) – polski ekonomista, specjalizujący się w zagadnieniach z zakresu marketingu, profesor nauk ekonomicznych, rektor Uniwersytetu Ekonomicznego w Krakowie w latach 2008–2012.

## Życiorys
W 1969 ukończył studia ekonomiczne w Wyższej Szkole Ekonomicznej w Krakowie. Stopnie naukowe doktora i doktora habilitowanego uzyskiwał na Akademii Ekonomicznej w Krakowie odpowiednio w 1976 i w 1986. W 1997 otrzymał tytuł profesora nauk ekonomicznych.
Od 1969 zawodowo związany z macierzystą uczelnią (WSE, AEK, UEK), zaczynał jako asystent, w 2003 doszedł do stanowiska profesora zwyczajnego w Katedrze Marketingu. Objął stanowisko kierownika Zakładu Zarządzania Marketingiem. W latach 1999–2002 był dziekanem Wydziału Zarządzania, zaś od 2008 do 2012 pełnił funkcję rektora UEK.
Został także przewodniczącym Komisji Nauk Ekonomicznych Polskiej Akademii Umiejętności. Kierował Katedrą Marketingu w Wyższej Szkole Biznesu w Dąbrowie Górniczej.
Odznaczony Krzyżem Kawalerskim Orderu Odrodzenia Polski (2005). W 2010 otrzymał honorowy doktorat amerykańskiej uczelni Grand Valley State University.